# Narodni dom
El Narodni dom o la Casa de la Cultura Eslovena, també conegut com l'Hotel Balkan, era un edifici que s'emprava com a espai de trobada de a la minoria nacional eslovena de la ciutat de Trieste. Incloïa un teatre, un hotel i nombroses associacions culturals. És conegut per haver estat incendiat l'any 1920 pels feixistes italians, fet que el va convertir en un símbol de la repressió italiana de la minoria eslovena d'Itàlia. L'edifici va ser restaurat entre 1988 i 1990.

## Història
Narodni dom va ser dissenyat per l'arquitecte eslovè Maks Fabiani l'any 1902. Fabiani va dissenyar l'edifici amb el concepte d'estructura tècnico-racional, amb la façana de pedra monumental. Es va acabar l'any 1904. Tenia una façana ornamentada i un equipament d'última generació que incorporava un generador elèctric i calefacció central.
El 13 de juliol de 1920, com a reacció als incidents de Split que culminaren amb l'assassinat del comandant de la marina italiana Tommaso Gulli l'11 de juliol, Narodni dom va ser cremat pels Camises negres, dirigits per Francesco Giunta. L'acte va ser elogiat per Benito Mussolini, que encara no havia assumit el poder, com una capolavoro del fascismo triestino («obra mestra del feixisme de Trieste»). Va formar part d'un pogrom més ampli contra els poble eslovè i altres eslaus al mateix centre de Trieste i el presagi de la violència consegüent contra els eslovens i els croats a la Venècia Júlia.
El 15 de maig de 1921, menys d'un any després de l'incendi, l'arquitecte Fabiani es va convertir en membre del moviment feixista italià. El motiu de la seva incorporació al partit i la seva activitat política els anys següents encara no és clar.
La novel·la autobiogràfica de Boris Pahor La pira al port descriu el seu testimoni de com els feixistes van cremar l'edifici.